# Ketvenensaari
Ketvenensaari är en ö i Finland. Den ligger i sjön Hankajärvi och i kommunen Soini i den ekonomiska regionen  Järviseutu ekonomiska region  och landskapet Södra Österbotten, i den centrala delen av landet, 300 km norr om huvudstaden Helsingfors. Öns area är 1,1 hektar och dess största längd är 210 meter i öst-västlig riktning.